# Hermann von Ihering
Hermann Friedrich Albrecht von Ihering (Kiel, Alemanha, 9 de outubro de 1850 — Gießen, Alemanha, 24 de fevereiro de 1930) foi um médico, professor e ornitólogo teuto-brasileiro.

## Biografia
Filho mais velho do jurista alemão Rudolf von Ihering (1818-1892), professor famoso em Göttingen, Hermann Friedrich Albrecht von Ihering mudou-se para Viena, aos 17 anos, com a família. Mas, ao estourar a guerra de 1870, alistou-se no Regimento de Mosqueteiros de Darmstadt. Ihering chegou ao Brasil em 1880, aos 30 anos de idade, após casar-se com Anna Maria Clarz Belzer Wolf (1846 - 1906), no dia 26 de abril 1880, contrariado a vontade de seu pai, que não queria que o filho desposasse Belzer, devido ao fato da mulher ser mãe de um filho de 10 anos e viúva.
Na Alemanha. Ihering estudou na Universidade de Giessen. Ainda, cursou a faculdade de medicina entre os anos de 1868 e 1873 em Berlim e Göttingen por influição de Rudolf Leuckart (1822-1898). Em Göttingen, Irering se tornou assistente de Carl Claus (1835-1899) na área de zoologia. Em 1873, Ihering – já apresentando-se como doutor – também foi assistente no Instituto Zoológico de Göttingen.
Hermann era próximo de espaços institucionais e círculos científicos nos quais a geração mais jovem de alemães zoólogos mostrava um acentuado interesse pelos estudos de Ernst Haeckel, um biólogo, filósofo, professor, naturalista, médico e artista alemão que foi um grande impulsionador das teorias de Charles Darwin. A influência de Haeckel na vida acadêmica de Ihering foi tanta que Leuckart escreveu a Claus, de forma "consternada", no ano de 1876, que Hermann havia sido "infectado pela epidemia de Jena", local em que Haeckel executava seu programa de morfologia.
Mas, na verdade, quando Leuckart fez essa afirmação, ele não quis dizer que o seu aluno estava se filiando de forma estrita às concepções e estudos de Haeckel, mas sim que havia sido atraído para universo do cientista. Isso porque Ihering se tornou, na realidade, um dos maiores nomes que também se contrapunham às ideias de Haeckel.
Sendo pressionado para divulgar as suas pesquisas e para localizar um posto de trabalho, no período de 1872 e 1880, Ihering publicou, pelo menos, trinta artigos científicos nas revistas de antropologia e zoologia principais da língua alemã – dentre elas estão Zoologischer Anzeiger, Zeitschrift für wissenschaftliche Zoologie e Archiv für Naturgeschichte –, para onde continuou a enviar grande parte dos seus trabalhos por toda a sua trajetória.

### Chegada ao Brasil
Dentre os diversos motivos pessoais e profissionais que influenciaram a vinda de Hermann para o Brasil, estavam o ambiente competitivo do campo zoológico na Alemanha e a ausência de locais de trabalho. Chegando ao Rio Grande do Sul, para se dedicar às pesquisas patrocinadas pelo governo imperial, em 1880, até encarregar-se da direção do Museu Paulista, Ihering se identificava em seus trabalhos, a maior parte em alemão, como naturalista do Museu Imperial Brasileiro (naturalista des brasilianischen Reichsmuseums).
Viveu em Taquara até o ano de 1883, em Pedras Brancas, hoje chamada Guaíba, em Rio Grande e em São Lourenço do Sul. A partir do ano em que se naturalizou brasileiro, 1885, morou por sete anos em uma ilha, perto do rio Camaquã, que passou a ser conhecida como a ilha do Doutor. Em seus artigos, Ihering salientou que a sua formação em medicina se tornou muito útil para a sobrevivência de sua família nos seus primeiros anos no Brasil.
Entretanto, devido à impossibilidade de permanecer à distância como naturalista viajante do Museu Nacional do Rio de Janeiro, em virtude da mudança da legislação republicana em relação ao funcionalismo público, Ihering passou a buscar emprego no Museu de Montevidéu e também em São Paulo, onde o chefe da Comissão Geográfica e Geológica de São Paulo, Orville Derby, intercedeu para que ele fosse colocado como diretor do Museu Paulista. Ainda ligado ao Museu Nacional, residindo no Rio Grande do Sul e estudando os moluscos e os mamíferos da região, Ihering passou a se corresponder com Florentino Ameghino, em janeiro de 1890, e trocar não apenas cartas e publicações, mas também conchas.

### Encontro com D. Pedro II
Devido aos contatos de seu pai e seus próprios conhecidos, a estadia de Hermann von Ihering no Brasil pode ser considerada atípica, já que logo após sua chegada, Ihering foi convocado a participar de uma audiência com o então imperador do Brasil, D. Pedro II. Sobre o encontro, o zoólogo afirmou: "Na hora em que, uma vez por semana, o imperador dava audiência, fui para o palácio. Uma simples antessala servia de sala de espera, na qual as pessoas chamadas registravam seu nome em um livro. Duas portas envidraçadas levavam a uma galeria de madeira, não muito bonita, que corria em volta de um pátio e era protegida por vidraças. (...) Quando chegou a minha vez, indicaram-me em primeiro lugar a galeria, na qual encontrei, ao pé de uma porta, um senhor já idoso e vestido de preto, que no primeiro instante tomei por um mestre de cerimônias: na realidade, era o próprio imperador. Cumprimentou-me, estendendo-me a mão, mandou que eu entrasse numa sala e, convidando-me a sentar em uma poltrona, conversou comigo em francês, por cerca de 20 minutos. Pediu-me para contar alguma coisa a respeito da Alemanha, perguntou por meu pai e por Virkow, pelo qual tinha grande estima, e em seguida passou a falar de meus planos. Expressou sua satisfação por saber da minha permanência no Brasil, para os meus estudos de zoologia, e ofereceu-me sua ajuda (isto é, uma escolta militar), no caso em que eu precisasse alcançar territórios afastados".

### A saída do Brasil
Com a entrada do país na Primeira Guerra Mundial, e com a chegada de uma onda intensa antigermânica, Ihering foi demitido do Museu Paulista com a acusação de que havia vendido uma pedra doada à instituição. Devido ao acontecimento, voltou ao sul do país e deu continuidade aos seus estudos em Santa Catarina, quando em dezembro de 1916 foi chamado para fazer parte da cátedra de zoologia da Universidade de Córdoba, na Argentina. Seu vínculo com o Brasil, entretanto, prevaleceu e ele recusou a oferta da universidade, mas aceitou, por outro lado, a oferta para idealizar um pequeno museu em Florianópolis.
Sua escolha, no entanto, pode não ter sido a melhor. Após um ano, o governo anunciou que o seu salário seria reduzido a um terço e, três meses depois, foi informado de que não receberia nenhum salário. Em outubro de 1920, Hermann e a esposa retornam à Europa.

## Museu Paulista
Em 1891, no dia sete de abril, foi idealizado o Museu do Estado, que respondia à Comissão Geográfica e Geológica, sob a gestão interina de Loefgren. Logo depois, para ajudar Ihering, o diretor da Comissão Geográfica e Geológica, Orville A. Derby, solicitou a criação de uma ala zoológica da Comissão. Com a aprovação da proposta, Hermann von Ihering foi designado como responsável pela área, a partir de maio do ano 1893.
Devido a falta de recursos e de qualificação dos ajudantes, o Governo optou por reorganizar o Museu. Foram instituídas duas leis: a lei nº. 192 de 26 de agosto de 1893, que determinava que o museu deveria ser situado no Monumento do Ipiranga, e a lei nº. 200 de 29 de agosto de 1893, que renomeou o espaço como Museu Paulista e o transformou em uma organização independente e subordinada à Secretaria do Interior. As duas determinações foram postas em prática no ano seguinte e Ihering é consagrado como diretor da instituição. Foi em 7 de setembro de 1895, em uma cerimônia solene, que o Museu Paulista foi inaugurado.
O Museu Paulista foi, em seu primeiro momento, que é correspondente à administração de Hermann von Ihering, principalmente um espaço destinado à História Natural. Situado, entretanto, em um local de memória à Independência do Brasil, o museu também sempre contou vínculo forte com a história da pátria brasileira. Dessa forma, dentre o vasto acervo de espécimes naturais, também foi formada uma coleção de objetos históricos, dos quais a datação e origem ainda são desconhecidas pelos pesquisadores.
Nos últimos dez anos, diversas teses e textos foram escritos sobre o Museu Paulista, tendo, em sua maioria, como centro a gestão de de Hermann von Ihering e sua priorização em relação à História Natural, ou a administração de Affonso d'Escragnolle Taunay, na qual o museu incorporou um perfil de museu história.

## Trajetória científica
Em um panorama dos cinquenta anos de trabalhos científicos, Ihering considerava que a primeira década de sua trajetória acadêmica foram dedicados de forma preferencial à filogenia e à morfologia dos moluscos. Tais estudos foram seguidos por mais quarenta anos devotados ao progresso científico do Brasil. Isso porque suas pesquisas revelaram grande parte da história do Oceano Atlântico e dos seus continentes antigos.
Foi a partir de tais revelações que seu nome se tornou famoso internacionalmente. Seu trabalho sobre Archelenis e Archinotis e a demonstração da conexão paleontológica entre a América do Sul e a África, foi amplamente reconhecido por diversos cientistas, dentre eles, o proponente da teoria da deriva continental, Alfred Wegener (1880-1930).

### Ihering e a etnografia do Brasil meridional
Ihering publicou também vários estudos antropológicos e arqueológicos, sobretudo sobre o sul do Brasil, um aspecto menos conhecido de sua carreira. Nessa área, Ihering é particularmente lembrado por sua posição polêmica no debate sobre a questão indígena no começo do século XX, chegando a sugerir, sobre os caingangues de São Paulo, que seriam "um empecilho para a colonização das regiões do sertão que habitam", não havendo "outro meio, de que se possa lançar mão, senão o seu extermínio".

## Publicações
- Vergleichende Anatomie des Nervensystemes und Phylogenie der Mollusken. W. Engelmann, Leipzig 1877 doi:10.5962/bhl.title.13168
- Das peripherische Nervensystem der Wirbeltiere. Leipzig 1878.
- Zur Kenntniss der Sacoglossen. Halle 1892.
- Archhelenis und Archinotis. Gesammelte Beiträge zur Geschichte der neotropischen Region. Leipzig 1907. doi:10.5962/bhl.title.15767
- Die Linne’schen Gattungsnamen der marinen Nudibranchien. Nachrichtsblatt der Deutschen Malakozoologischen Gesellschaft. Jhrg. 39, 1907, S. 218–221 (BHL, versão compacta para download em archive.org).
- Phylogenie und System der Mollusken. Frankfurt am Main 1922. doi:10.5962/bhl.title.10350
- Die Geschichte des Atlantischen Ozeans. Jena 1927.
- Die Nephropneusten in systematischer und phylogenetischer Hinsicht. Frankfurt am Main 1929.